# Sławomir Szmal
Sławomir Szmal (Strzelce Opolskie, 2 de outubro de 1978) é um handebolista profissional polaco, medalhista em mundiais, eleito melhor do mundo em 2009.